# INSAT-3DR
INSAT-3DR — индийский метеоспутник, построенный Индийской организацией космических исследований (ИОКИ) и находящийся под управлением индийской Национальной спутниковой системы. 
Он собирает для Индии метеорологическую информацию с помощью камеры, способной делать снимки поверхности Земли в 6 различных волновых диапазонах, а именно: в видимом спектре, в инфракрасном коротковолновом, в инфракрасном средневолновом диапазоне, в спектре водяного пара и в двух тепловых инфракрасных диапазонах, а также с помощью 19-канального томографа способен собирать информацию о температуре, влажности и содержании озона по вертикальным профилям в инфракрасных и видимом диапазонах. 
Предназначен также для передачи данных наземным службам сбора информации для поиска и спасения.
Спутник был успешно выведен на орбиту 8 сентября 2016 года, и продолжает миссию спутника INSAT-3D.

## Полезная нагрузка
| Прибор  | Предназначение                       |
| ------- | ------------------------------------ |
| DCS     | Служба сбора данных                  |
| SAS&R   | Улучшенная система поиска и спасения |
| IMAGER  | Фотокамера INSAT                     |
| SOUNDER | Томограф INSAT                       |

## Запуск
INSAT-3DR был успешно запущен 8 сентября 2016 года на борту ракеты-носителя разработанной специально для запуска спутников на геосинхронную орбиту GSLV-F05 (GSLV МК II) из космического центра имени Сатиша Дхавана. Запуск должен был состояться ещё 28 августа, но был отложен. 
Ракета вывела спутник на геосинхронную переходную орбиту, для последующего размещения на геостационарную орбиту на 74° в. д. с помощью собственных двигателей спутника. Эти же двигатели и топливо нужны также, что поддерживать спутник на орбите Земли.